# Ejido Saltillo
Ejido Saltillo är en ort i Mexiko.   Den ligger i kommunen Mexicali och delstaten Baja California, i den nordvästra delen av landet, 2 200 km nordväst om huvudstaden Mexico City. Ejido Saltillo ligger 15 meter över havet och antalet invånare är 1 560.
Terrängen runt Ejido Saltillo är mycket platt. Runt Ejido Saltillo är det ganska tätbefolkat, med 58 invånare per kvadratkilometer. Närmaste större samhälle är Guadalupe Victoria, 15,1 km söder om Ejido Saltillo. Trakten runt Ejido Saltillo består till största delen av jordbruksmark.